# Thomas Ashe
Thomas Ashe (gaèlic irlandès Tómas Ágas) (Kinard, comtat de Kerry, 1885- Presó de Mountjoy, Dublín, 1917) fou un revolucionari irlandès.
Era mestre d'escola, membre de l'Associació Atlètica Gaèlica i de la Lliga Gaèlica, més tard ingressà a la Germandat Republicana Irlandesa, on va fer amistat amb John Devoy, Roger Casement i Joe Mac Garrity. Durant l'aixecament de Pasqua de 1916 va dirigir el V Batalló de la Brigada de Dublín dels Voluntaris Irlandesos i s'enfrontà als RIC a Ashbourn (comtat de Meath), provocant vuit morts i cinc ferits fins que es va rendir per ordre de Patrick Pearse. Juntament amb Eamon de Valera fou condemnat a mort, però li fou condemnat per perpètua a Lewes (Anglaterra).
L'estiu del 1917 fou alliberat, però l'arrestaren novament per fer discursos independentistes. Tancat a la presó de Mountjoy (Dublín), va fer una vaga de fam fins a la mort en demanda de l'estatut de presoner polític.
| Precedit per: Denis McCullough | President de l'Irish Republican Brotherhood 1916–1917 | Succeït per: Seán McGarry |